# Parathesis glaberima
Parathesis glaberima là một loài thực vật thuộc họ Myrsinaceae. Đây là loài đặc hữu của Panama.